# Bordshockey-SM
Bordshockey-SM är det svenska öppna mästerskapet i bordshockey som spelats varje säsong sedan 1982. Internationellt kallas tävlingen ofta Swedish Masters, ursprungligen kanske en engelsk tolkning av förkortningen SM. Inom Sverige används aldrig det engelska namnet, som inte får förväxlas med den svenska tävlingen Masters.
Tävlingens två namn visar på dubbelheten i dess roll som bordshockeytävling. Det är dels ett SM som i kraft av sin titel lockar både nybörjare, hobbyspelare och elitspelare från hela Sverige, dels en internationell stortävling som ses som världens mest prestigefyllda näst VM. Däremellan sker än så länge en balansgång, men man kan fråga sig hur länge det är möjligt, när utländska segrare gör att SM inte nödvändigtvis fyller funktionen att kora svenska mästare och antalet svenska deltagare minskar för varje år (vilket döljs av att allt fler utländska spelare deltar).
Bordshockey-SM 2007 spelades 3–4 februari i Åkered utanför Göteborg, och bordshockey-SM 2008 spelades på Heden i Göteborg 9–10 februari. År 2009 spelades mästerskapet 14–15 februari i Överum, och året därefter under 13–14 februari i Solna, norr om Stockholm.

## Tävlingsklasser
Öppna SM, Dam-SM, Junior-SM, Veteran-SM, Knatte-SM, Rookie-SM och Old Fox Trophy.

## Historik Öppna SM
| Nr | År   | Datum          | Ort            | Segrare          | Deltagare |
| -- | ---- | -------------- | -------------- | ---------------- | --------- |
| 1  | 1982 | 17–18 april    | Upplands Väsby | Göran Agdur      | 500       |
| 2  | 1983 | 16–17 april    | Upplands Väsby | Stig Ankardal    | 450       |
| 3  | 1984 | 7–8 april      | Upplands Väsby | Thomas Elfström  | 300       |
| 4  | 1985 | 26–27 oktober  | Stockholm      | Stig Ankardal    | 175       |
| 5  | 1986 | 25–26 oktober  | Stockholm      | Thomas Petersson | 240       |
| 6  | 1987 | 24–25 oktober  | Stockholm      | Lars Henriksson  | 192       |
| 7  | 1988 | 22–23 oktober  | Stockholm      | Lars Henriksson  | 190       |
| 8  | 1989 | 21–22 oktober  | Stockholm      | Lars Henriksson  | 208       |
| 9  | 1990 | 27–28 oktober  | Enköping       | Jörgen Sundqvist | 165       |
| 10 | 1991 | 26–27 oktober  | Stockholm      | Jacob Lindahl    | 236       |
| 11 | 1992 | 24–25 oktober  | Stockholm      | Jacob Lindahl    | 232       |
| 12 | 1993 | 16–17 oktober  | Göteborg       | Jacob Lindahl    | 183       |
| 13 | 1994 | 5–6 november   | Stockholm      | Jacob Lindahl    | 182       |
| 14 | 1995 | 28–29 oktober  | Enköping       | Jacob Lindahl    | 144       |
| 15 | 1996 | 27–28 oktober  | Stockholm      | Jacob Lindahl    | 155       |
| 16 | 1997 | 14–15 november | Stockholm      | Jacob Lindahl    | 143       |
| 17 | 1998 | 14–15 november | Stockholm      | Lars Fridell     | 125       |
| 18 | 1999 | 30–31 oktober  | Stockholm      | Hans Österman    | 96        |
| 19 | 2001 | 27–28 januari  | Stockholm      | Jacob Lindahl    | 209       |
| 20 | 2002 | 26–27 januari  | Stockholm      | Stefan Edwall    | 205       |
| 21 | 2003 | 8–9 februari   | Jönköping      | Hans Österman    | 150       |
| 22 | 2004 | 17–18 januari  | Jönköping      | Hans Österman    | 143       |
| 23 | 2005 | 29–30 januari  | Stockholm      | Daniel Wallén    | 193       |
| 24 | 2006 | 28–29 januari  | Eskilstuna     | Alexey Zaharov   | 175       |
| 25 | 2007 | 3–4 februari   | Göteborg       | Roni Nuttunen    | 174       |
| 26 | 2008 | 9–10 februari  | Göteborg       | Hans Österman    | 171       |
| 27 | 2009 | 14–15 februari | Överum         | Hans Österman    | 119       |
| 28 | 2010 | 13–14 februari | Stockholm      | Roni Nuttunen    | 204       |
| 29 | 2011 | 5–6 februari   | Stockholm      | Roni Nuttunen    | 158       |
| 30 | 2012 | 19 maj         | Stockholm      | Peter Östlund    | 76        |
| 31 | 2013 | 11 maj         | Stockholm      | Marcus Andersson | 73        |
| 32 | 2014 | 3 maj          | Eskilstuna     | Hans Österman    | 75        |
| 33 | 2015 | 2 maj          | Jönköping      | Lars Henriksson  | 95        |
| 34 | 2016 | 14 maj         | Borlänge       | Oscar Henriksson | 77        |
| 35 | 2017 | 20 maj         | Lund           | Oscar Henriksson | 87        |
| 36 | 2018 | 12 maj         | Lund           | Hans Österman    | 83        |
| 37 | 2019 | 11 maj         | Umeå           | Joakim Lundin    | 63        |